# Golpe de Estado no Níger em 2023
O Golpe de Estado no Níger em 2023 ocorreu em 26 de julho de 2023 quando a guarda presidencial do Níger deteve o presidente Mohamed Bazoum e o comandante da guarda presidencial, general Abdourahamane Tchiani, proclamou-se líder de uma junta militar. As forças da guarda presidencial fecharam as fronteiras do país, suspenderam as instituições estatais e declararam toque de recolher.
Este foi o quinto golpe militar desde que o país conquistou a independência em 1960, e o primeiro desde 2010.

## Antecedentes
O Níger já havia sofrido quatro golpes militares desde a independência da França em 1960, sendo que o último golpe aconteceu em 2010. Nesse intervalo, também houve várias tentativas golpistas, como a ocorrida em 2021, quando dissidentes militares tentaram tomar o palácio presidencial dois dias antes da posse do presidente eleito Mohamed Bazoum. Ele foi o primeiro presidente democraticamente eleito do país a assumir o cargo de um antecessor eleito de forma semelhante. O golpe também ocorreu na sequência de golpes recentes em países próximos, como na Guiné, no Mali, no Sudão em 2021 e dois em Burquina Faso em janeiro e em setembro de 2022, o que levou a região a ser chamada de "cinturão golpista".
Analistas disseram que o aumento do custo de vida e as percepções de incompetência e corrupção do governo podem ter impulsionado a revolta. O país frequentemente ocupa o último lugar no Índice de Desenvolvimento Humano da ONU e também sofre insurgências islamistas lideradas pela al-Qaeda, Estado Islâmico e Boko Haram, apesar de seus militares receberem treinamento e apoio logístico dos Estados Unidos e da França, que possuem bases no país.
Em 2022, o país se tornou o centro das operações antijihadistas da França na região do Sahel após sua expulsão do Mali e de Burquina Faso, com Bazoum sendo descrito como um dos poucos líderes pró-ocidentais remanescentes na região. O Níger tornou-se um aliado fundamental para as forças ocidentais, especialmente francesas e estadunidenses. Com vários golpes e crescentes sentimentos antifranceses na região, o Níger tornou-se o parceiro de última instância da França. Também foi relatado que oficiais treinados pelos estadunidenses treinaram muitos membros da guarda presidencial.

## Eventos

### 26 de julho

#### Detenção de Bazoum
Na madrugada de 26 de julho, a conta do Twitter da presidência nigerina anunciou que os guardas presidenciais, comandados pelo general Abdourahamane Tchiani se engajaram em uma "manifestação antirrepublicana" e tentaram "em vão" obter o apoio das demais forças de segurança. Também afirmou que o presidente Mohamed Bazoum e sua família estavam bem depois que surgiram relatos de que ele estava detido no palácio presidencial na capital Niamey. O ministro do Interior, Hamadou Souley, também foi preso e mantido no palácio, enquanto cerca de vinte membros da Guarda Presidencial foram vistos do lado de fora no final do dia. O golpe teria sido liderado por Tchiani, a quem os analistas disseram que Bazoum planejava demitir de seu cargo. Fontes próximas a Bazoum disseram que ele havia decidido pela demissão de Tchiani em uma reunião de gabinete em 24 de julho, já que suas relações haviam se tornado tensas.
A esposa do presidente Bazoum, Hadiza Bazoum, e seu filho, Salem, foram detidos com ele no palácio presidencial, enquanto suas filhas estavam em Paris no momento do golpe.

#### Mobilização militar
Pela manhã, o palácio e os ministérios adjacentes foram bloqueados por veículos militares e os funcionários do palácio foram impedidos de acessar seus escritórios. Até 400 apoiadores civis de Bazoum tentaram se aproximar do palácio, mas foram dispersados pela Guarda Presidencial com tiros, deixando um ferido. Em outros lugares em Niamey, a situação foi descrita como calma. A Presidência também afirmou que protestos em apoio a Bazoum ocorreram em torno das missões diplomáticas do país no exterior.
Em resposta a esses eventos, as forças armadas do Níger cercaram o palácio presidencial em apoio a Bazoum. O exército também emitiu um comunicado dizendo que garantiu "principais pontos estratégicos" no país. A Presidência afirmou que o exército e a Guarda Nacional estavam prontos para atacar a guarda presidencial. A BBC também informou que forças legalistas cercaram a emissora estatal ORTN. A embaixada dos Estados Unidos alertou contra viagens ao longo do Boulevard de la Republique, em Niamey, onde ficava o Palácio Presidencial.

#### Anúncio da derrubada de Bazoum
À noite, porém, o coronel-major da Força Aérea Amadou Abdramane foi ao canal de televisão estatal Télé Sahel para afirmar que o presidente Bazoum havia sido destituído do poder e anunciou a formação de um Conselho Nacional para a Salvaguarda da Pátria.
Sentado e flanqueado por outros nove oficiais vestindo uniformes representando todos os diferentes ramos das forças de segurança, Abdramane disse que as forças de defesa e segurança decidiram derrubar o governo "devido à deterioração da situação de segurança e má governança". Também anunciou a dissolução da constituição do país, a suspensão das instituições estatais, o fechamento das fronteiras e um toque de recolher nacional das 22h00 às 05h00, horário local, até novo aviso, alertando contra qualquer intervenção estrangeira.
Um dos oficiais vistos durante o anúncio foi posteriormente identificado como o general Moussa Salaou Barmou, chefe das forças especiais do país.

### 27 de julho

#### Resposta de Bazoum
Na manhã de 27 de julho, Bazoum twittou que os nigerinos que amam a democracia cuidariam para que "ganhos duramente conquistados sejam salvaguardados", indicando sua recusa em renunciar ao cargo. Seu ministro das Relações Exteriores, Hassoumi Massaoudou, disse ao France 24 que o "poder legal e legítimo" do país permanecia com o presidente e reiterou que Bazoum estava em boas condições e que todo o exército não estava envolvido. Massaoudou também se declarou chefe de Estado interino e convocou todos os democratas a "fazerem esta aventura fracassar".
Apesar de detido, Bazoum não renunciou formalmente até 28 de julho e conseguiu entrar em contato com líderes e autoridades mundiais, como o presidente francês Emmanuel Macron, o Secretário-geral das Nações Unidas António Guterres, o Presidente da Comissão da União Africana Moussa Faki e o Secretário de Estado dos Estados Unidos Antony Blinken.

#### Reconhecimento militar da junta
Em 27 de julho, a liderança das forças armadas do Níger emitiu uma declaração assinada pelo chefe do estado-maior do exército, general Abdou Sidikou Issa, declarando seu apoio ao golpe, citando a necessidade de "preservar a integridade física" do presidente e sua família e evitar "um confronto mortal que pode criar um banho de sangue e afetar a segurança da população."
Em comunicado na televisão pouco depois, Abdramane anunciou a suspensão de todas as atividades dos partidos políticos no país até novo aviso. Também anunciou que a junta emitiu uma repreensão à França por violar o fechamento do espaço aéreo depois que um avião militar pousou em uma base aérea. Ao longo do dia, a Télé Sahel transmitiu continuamente o anúncio do estabelecimento da junta com algumas pausas na programação.

#### Distúrbios em Niamey

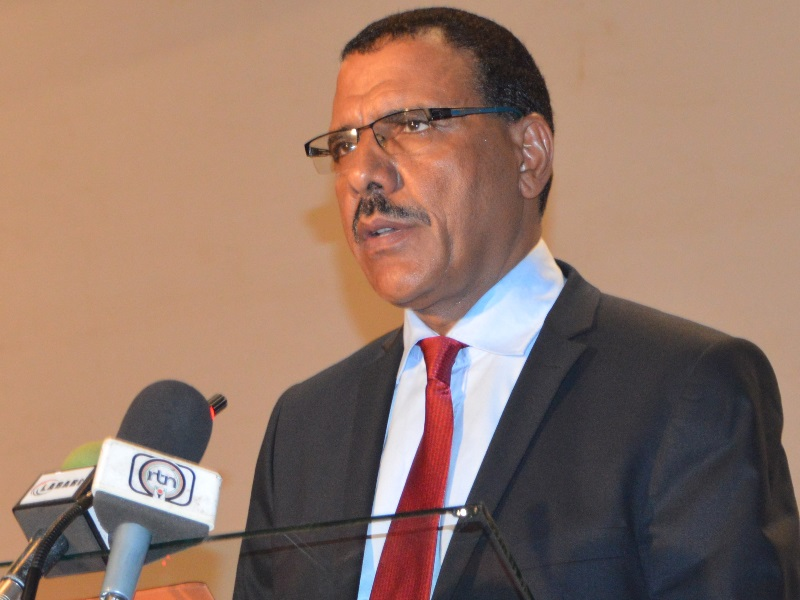
Mohamed Bazoum, presidente nigerino de 2021 até o Golpe, em 2023

Uma manifestação pró-golpe ocorreu em 27 de julho com cerca de mil apoiadores da junta hasteando bandeiras russas, expressando apoio ao Grupo Wagner e atirando pedras no veículo de um político que passava. Os manifestantes também denunciaram a presença francesa e de outras bases estrangeiras. Outros manifestantes se reuniram do lado de fora da sede do partido de Bazoum, PNDS-Tarayya, com imagens mostrando-os apedrejando e incendiando veículos. Em seguida, saquearam e queimaram o local, forçando a polícia a dispersá-los com gás lacrimogêneo. Também ocorreram manifestações em frente à Assembleia Nacional. Isso levou o Ministério do Interior à noite a proibir todas as manifestações com efeito imediato. Os funcionários públicos também foram orientados a ficar em casa.

### 28 de julho

#### Assunção de Tchiani ao poder
Em 28 de julho, o general Abdourahamane Tchiani se autoproclamou presidente do Conselho Nacional para a Salvaguarda da Pátria em um discurso na Télé Sahel. Ele afirmou que o golpe foi realizado para evitar "o declínio gradual e inevitável" do país e acusou Bazoum de tentar esconder "a dura realidade" nacional, que ele chamou de "um amontoado de mortos, deslocados, humilhação e frustração". Também criticou a estratégia de segurança do governo por sua suposta ineficácia e falta de colaboração com Mali e Burquina Faso, mas não deu um prazo para o retorno ao governo civil. Sua posição como chefe de Estado de facto foi posteriormente confirmada pelo Coronel Abdramane, que acusou funcionários do governo de Bazoum de conspirar contra o novo regime enquanto se abrigavam em embaixadas estrangeiras e advertiu que haveria derramamento de sangue se eles persistissem.

### 29 de julho

#### Alegações de uma intervenção militar planejada no Níger
O Conselho Nacional para a Salvaguarda da Pátria acusou a ECOWAS em um comunicado lido pelo major-coronel Amadou Abdramane na Télé Sahel de planejar aprovar "um plano de agressão contra o Níger por meio de uma iminente intervenção militar em Niamey apoiada por certos países ocidentais" e alertou sobre a "forte determinação" da junta em defender o país. Eles afirmaram que esse era o objetivo da cúpula da ECOWAS convocada para o dia seguinte.

#### Ultimato da União Africana
O Conselho de Paz e Segurança da União Africana emitiu um ultimato, afirmando que, se os militares não "retornassem imediata e incondicionalmente aos quartéis e restaurassem a democracia constitucional, dentro de um prazo máximo de quinze dias", o bloco seria obrigado a tomar "medidas necessárias, incluindo medidas punitivas contra os perpetradores".

### 30 de julho

#### Ultimato da ECOWAS
Em 30 de julho, a ECOWAS deu à junta militar nigerina um ultimato para que Bazoum fosse reinstalado como presidente em uma semana. Em um comunicado lido pelo presidente da Comissão da ECOWAS, Omar Touray, na Cúpula Extraordinária convocada em Abuja em resposta ao golpe, eles disseram que, se suas exigências não fossem atendidas, eles "tomariam todas as medidas necessárias para restaurar a ordem constitucional na República do Níger" e que "essas medidas podem incluir o uso da força". A resposta do bloco à junta diferiu drasticamente das medidas tomadas com golpes recentes no Mali, Burquina Fasso e Guiné, que não envolveram a ameaça de uso de força para reinstalar o governo deposto.

#### Manifestações pró-golpe em Niamey
A pedido de Abdourahmane Tchiani e organizado pelo movimento M62 (até o golpe, um movimento conhecido por sua oposição ao governo de Bazoum e à Operação Barkhane e seu apoio à invasão russa da Ucrânia), milhares de nigerinos pró-golpe se reuniram na Place de la Concertation, em frente à Assembleia Nacional, e foram à Embaixada Francesa carregando bandeiras nigerinas e russas, com slogans como "Abaixo a França, fora com a Barkhane, não nos importamos com a ECOWAS, a União Europeia e a União Africana!", "Prendam os ex-dignitários para devolver os milhões roubados" e "Abaixo a França, viva Putin!". Os manifestantes também pediram uma intervenção imediata do Grupo Wagner. Durante a marcha, as entradas das embaixadas francesa e americana foram fechadas. Os muros e portões da embaixada francesa foram incendiados e danificados, enquanto soldados nigerinos e o general Salifou Modi foram vistos no local pedindo para que a multidão se dispersasse pacificamente.

### 31 de julho
A Presidência do Chade divulgou fotos do presidente Mahamat Déby Itno se reunindo com o presidente Bazoum, sua primeira aparição desde o golpe. Enquanto isso, a junta ordenou a suspensão das exportações de urânio e ouro para a França.
O Coronel Abdremane acusou Hassoumi Massaoudou, que ainda afirmava ser o líder interino substituto de Bazoum, de autorizar um ataque francês ao palácio presidencial para libertar Bazoum.

### 1 de agosto
A junta militar anunciou que reabriu as fronteiras do Níger com a Argélia, Burquina Fasso, Mali, Líbia e Chade.

### 2 de agosto
Apagões foram relatados em cidades do Níger, e a empresa estatal de eletricidade Nigelec culpou a Nigéria por cortar o fornecimento. Enquanto a Transmission Company of Nigeria se recusou a comentar, uma fonte anônima disse à BBC que a medida seguiu uma diretiva do presidente Bola Tinubu.
A ECOWAS enviou outra delegação ao Níger para negociar com a junta, desta vez liderada pelo ex-líder militar nigeriano Abdulsalami Abubakar e também incluindo o Sultanato de Socoto, Muhammadu Sa'ad Abubakar, e Omar Touray, presidente da Comissão da ECOWAS. Abdel-Fatau Musah, Comissário da ECOWAS para Assuntos Políticos, Paz e Segurança, afirmou que "a opção militar é a última opção na mesa, o último recurso, mas temos que nos preparar para a eventualidade". Enquanto isso, chefes militares dos estados membros da ECOWAS se reuniram em Abuja, na Nigéria, para discutir a situação no Níger. Ao mesmo tempo, um sinal militar confidencial foi interceptado pelo Inside Nigeria, dando ordens ao exército nigeriano para designar unidades para uma operação militar contra o Níger, mobilizar as forças armadas e estabelecer uma zona de exclusão aérea. Horas depois, a Costa do Marfim emitiu uma declaração na qual apoiava as sanções da ECOWAS e anunciava a participação do país na preparação para uma intervenção militar no Níger.
Uma delegação da junta militar nigerina, liderada pelo general Salifou Mody, viajou para Bamaco, capital do Mali, e depois para Uagadugu, capital de Burquina Fasso. Surgiram especulações sobre se eles foram buscar o apoio do Grupo Wagner, que tem presença no Mali.
Em um discurso televisionado, o general Tchiani chamou as sanções impostas ao país de "cínicas e iníquas" e disse que tinham a intenção de "humilhar" as forças de segurança do Níger e tornar o país "ingovernável". Ele insistiu que seu regime não cederia a tais ameaças e pediu aos cidadãos que defendessem o país.

### 3 de agosto
Outra manifestação pró-golpe foi realizada na Praça da Independência de Niamei em comemoração ao 63.º Dia da Independência do Níger. Desta vez, as forças de segurança bloquearam estradas que levavam às embaixadas francesa e americana para evitar ataques e vandalismo.
Os ministros das Relações Exteriores do Senegal, Aïssata Tall Sall, e de Benim, Shegun Adjadi Bakari, confirmaram que seus países participariam de uma intervenção militar no Níger se aprovada pela ECOWAS.
A junta militar censurou a transmissão dos programas da France24 e da Radio France Internationale (RFI), como já havia acontecido meses antes no Mali e Burquina Fasso. A France24 era seguida por um quarto da população nigerina todas as semanas, e a RFI era a estação internacional mais seguida no país. Ambas as mídias protestaram contra a decisão.
Em um artigo de opinião publicado no The Washington Post, Bazoum, se autodenominando um refém, pediu aos Estados Unidos e à comunidade internacional que restaurassem a ordem constitucional no Níger, alertando que o golpe teria consequências devastadoras tanto internamente quanto internacionalmente.

### 4 de agosto
A junta anunciou que havia retirado o acordo militar do Níger com a França, notadamente aqueles que permitiam que tropas francesas fossem estacionadas no país e regulamentavam o status do pessoal militar que combatia o jihadismo islâmico em solo nigerino. Em um anúncio separado, ela ordenou a retirada dos embaixadores do Níger na França, Nigéria, Togo e Estados Unidos.

## Análise
O golpe é o sétimo a ocorrer na África Ocidental e Central desde o golpe de 2020 no Mali.
Cameron Hudson, um associado sênior do Centro de Estudos Estratégicos e Internacionais, disse que o golpe poderia afetar a luta do Níger contra a insurgência islâmica, acrescentando que havia indicações de que o exército nigerino não estava satisfeito com o nível de apoio que receberam para combater os militantes. Ulf Laessing, chefe do programa Sahel da Fundação Konrad Adenauer, disse que o golpe era um "pesadelo" para o Ocidente, que contava com Bazoum e o Níger como seu "novo ponto de apoio de segurança" na região. Flavien Baumgartner, analista de África da consultoria de riscos políticos e de segurança Dragonfly, afirmou que a remoção de Bazoum poderia levar ao aumento da presença do Grupo Wagner no Níger, dado que o país é um importante produtor de urânio.